# 승리의 여신: 니케
승리의 여신: 니케(Goddess of Victory: Nikke, 이전 명칭: Nikke: The Goddess of Victory)는 시프트 업이 개발하고 레벨 인피니트가 배급한 3인칭 슈팅 액션 롤플레잉 게임이다. 2017년 초에 개발이 시작되었으며 2022년에 안드로이드와 iOS용으로, 2023년에 마이크로소프트 윈도우용으로 출시되었다. 이 게임의 액션 기반 전투 시스템은 빠른 캐릭터 전환, 그리고 일본의 애니메이션 스타일 환경의 전투 스킬 사용을 특징으로 한다. 부분 유료화 게임이며 가챠 게임 시스템을 채용한다.
종말적 미래를 배경으로 한다.

## 등장인물
ラピ
声 - 石川由依
マリアン
声 - 花澤香菜
プリバティ
声 - 竹達彩奈
ディーゼル
声 - 高橋李依
スノーホワイト
声 - M・A・O
ミハラ
声 - 田村睦心
アリス
声 - 羊宮妃那
エクシア
声 - 上坂すみれ
ノベル
声 - 本渡楓
ボリューム
声 - 五十嵐裕美
ユニ
声 - 諸星すみれ
エーテル
声 - 千本木彩花
ギロチン
声 - 小清水亜美
N102
声 - 佐藤聡美
ネロ
声 - 竹達彩奈

## 기타
- 2024년 10월 26일 오후8시 공식 유튜브에서 라이브로 진행했다.[1]